# Enneapogon scoparius
Enneapogon scoparius är en gräsart som beskrevs av Otto Stapf. Enneapogon scoparius ingår i släktet Enneapogon och familjen gräs. Inga underarter finns listade i Catalogue of Life.